# Clan Sakakibara

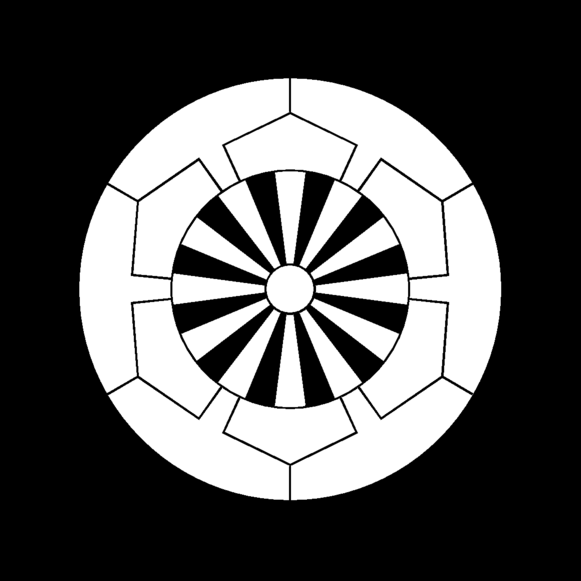
Mon du clan Sakakibara

Le clan Sakakibara (榊原氏, Sakakibara-shi) est une branche de daimyōs du clan de samouraïs Minamoto durant l'époque d'Edo.
Durant la période Edo, les Sakakibara font partie des fudai daimyo ou « clans de l'intérieur », vassaux héréditaires ou alliés du clan Tokugawa, par opposition aux tozama daimyo, « clans de l'extérieur ». les Sakakibara sont une des quatre familles qui ont le privilège de fournir un régent durant la minorité d'un shogun.

## Branches du Sakakibara
Le clan fudai Sakakibara apparaît au XVIe siècle et son élévation au statut officiel de clan date de 1586.
La famille descend de Nikki Sadanaga de la branche Seiwa Genji du clan Minamoto. Le premier à prendre le nom « Sakakibara » est le fils de Sadanaga qui réside à Sakakibara dans la province d'Ise. Il prend le nom de Sakakibara Toshinaga.
Sakakibara Yasumasa (1548-1606) est un allié de Tokugawa Ieyasu à l'époque Sengoku. Après la bataille de Sekigahara, il reçoit un honneur tout particulier et le nom par lequel il est aujourd’hui connu date de cette époque. Il lui est accordé le droit d'utiliser un des caractères du nom de Ieyasu, Yasu masa. Avec Sakai Tadatsugu, Ii Naomasa et Honda Tadakatsu, il est connu comme l'un des « quatre rois célestes des Tokugawa » (Tokugawa shi-tennō). Le surnom décrit quatre hommes, chacun renommé pour son loyal soutien au clan Tokugawa.
Yasumasa se voit attribuer le han (fief) de Tatebayashi (100 000 koku) dans la province de Kozuke. Les fils de Yasumasa prennent part aux combats contre les Tokugawa au siège d'Osaka.
Les daimyos Sakakibara sont déplacés plusieurs fois par le shogunat. En 1643, Sakakibara Tadatsugu et son clan sont rétablis au domaine de Shirakawa (140 000 koku) dans la province de Mutsu.
En 1649, le siège des Sakakibara est déplacé au domaine de Himeji dans la province de Harima.
La dernière affectation décidée par le shogunat voit le clan s'installer en 1741 au domaine de Takada (150 000 koku) dans la province d'Echigo. Takada devient un centre de pouvoir durant la guerre de Boshin puis, une fois la guerre terminée, se transforme en centre de détention pour les samouraïs défaits du domaine d'Aizu.
Durant l'ère Meiji, le chef des Sakakibara est anobli au titre de vicomte dans le nouveau système nobiliaire kazoku alors mis en place.

## Source de la traduction
- (en) Cet article est partiellement ou en totalité issu de l’article de Wikipédia en anglais intitulé « Sakakibara clan » (voir la liste des auteurs).